# Edward Holland (Politiker)
Edward Holland (getauft am 6. September 1702 in  Albany, Provinz New York; † 10. November 1756 in New York City, Provinz New York) war ein britischer Politiker und zwischen 1733 und 1741 Bürgermeister von Albany und von 1747 bis 1756 Bürgermeister von New York City.

## Leben
Edward Holland wuchs in Albany als Sohn von Henry Holland (1661–1736) und der aus Irland stammenden Jenny Seeley (1676–1756) auf. Sein Vater war englischer Offizier und wurde dann unter anderem Polizeichef (Sheriff) von Albany. Edward trat auch dem Militär bei, wobei er in dieser Funktion nur zeitweise im aktiven Dienst war. Nebenher erledigte er auch Aufgaben für seinen Vater. Mitte der 1720er Jahre war er zusammen mit diesem auch im Handel tätig. Im Jahr 1726 heiratete er Magdalena Bayeux, die Tochter eines reichen Unternehmers. Nach deren Tod im Jahr 1737 heiratete er 1739 Frances Nicoll (1704–1787), eine Enkelin von Matthias Nicholls, einem früheren Bürgermeister von New York City.
Mit seinem wirtschaftlichen Erfolg im Handel stieg auch sein politischer Einfluss. Zwischen 1728 und 1733 gehörte Holland dem Stadtrat von Albany an. Außerdem war er einer der Indianerbeauftragten (Commissioners of Indian Affairs). Im Jahr 1733 wurde er zum Bürgermeister der Stadt Albany ernannt. Dieses Amt bekleidete er bis 1741. In dieser Zeit wurde unter anderem mit den Indianer ein Vertrag zur Landabtretung an die britischen Siedler abgeschlossen. Nach dem Ende seiner Zeit als Bürgermeister in Albany erweiterte Edward Holland sein Handelsunternehmen. Er verlegte seinen Firmensitz nach Manhattan. In jener Zeit war er Eigner mehrerer Handelsschiffe. Sein Ansehen und sein Wohlstand wuchs auch in New York City. Im Jahr 1747 wurde er zum neuen Bürgermeister dieser Stadt ernannt. Dieses Amt bekleidete er bis zu seinem Tod. Holland ist bis heute die einzige Person, die sowohl Bürgermeister von Albany als auch von New York City war. Er wurde außerdem in den Beraterstab des Kolonialgouverneurs der Provinz New York berufen und er gehörte dem New York Court of Chancery, dem höchsten Gericht der Kolonie, an. Edward Holland starb am 10. November 1756 in New York City. Dort wurde er zunächst auch beigesetzt. Später wurde seine Grabstätte nach Albany verlegt.